# محمود دياب
محمود دياب (1932- 1983 م)  كاتب مصري من رواد المسرح والأدب العربي في الستينيات.

## سيرته
- من مواليد مدينة الإسماعيلية - مصر، في 25 أغسطس 1932.[1]
- حصل على شهادة البكالوريا من الإسماعيلية ثم انتقل إلى القاهرة والتحق بكلية الحقوق جامعة القاهرة عام 1951 وحصل على الليسانس في القانون عام 1955.
- عُيّن نائبا بهيئة قضايا الدولة ثم تدرج في الوظائف القضائية بالهيئة حتى وصل إلى درجة المستشار بالهيئة.
- اهتم بالأدب والفكر وقضايا وطنه منذ الصغر وقدم أول أعماله قصة (المعجزة) عام 1960 وحصلت على جائزة مؤسسة المسرح والموسيقي. تابعها بمجموعة من القصص القصيرة (خطاب من قبلي) حصل بها على جائزة نادي القصة عام 1961. حمل محمود دياب على عاتقه هموم المواطن العربي البسيط في كتاباته، وفي نفس الوقت كانت أعمالة تتضمن تصورات شاملة عن حال العالم العربي وتوقعات من الواقع الحاصل في ذلك الوقت. متأثرا بالأدب الروسي، ومهتما بالقصص التاريخية وكيفية إسقاطها على الواقع العربي، قدّم بذلك محمود دياب مجموعة من الكتابات التي تحمل أفكارا قومية خالصة والتي لا يمكن تجاهلها على مر العصور.
- وكانت بدايته مع المسرح عندما قدّم مسرحية البيت القديم عام 1963 والتي حازت على جائزة المجمع اللغوي المصري وقدمت في القاهرة والأقاليم والسودان والعراق وسوريا.
- وتتابعت أعماله المسرحية بمسرحية (الزوبعة) عام 1966 وحاز عليها بجائزة منظمة اليونيسكو لأحسن كاتب مسرحي عربي. وترجمت إلى الإنجليزية والفرنسية والألمانية. ومسرحية (الغريب) ذات الفصل الواحد وقدمها المسرح القومي المصري ومسرحيتا (الضيوف والبيانو) التي قدمتا في مصر وسوريا وبعض الدول العربية.
- ومسرحية (ليالي الحصاد) عام 1968 ومسرحية (الهلافيت) عام 1970 ومسرحية (باب الفتوح) ومسرحية (رسول من قرية تميره) ومسرحية (أهل الكهف 74) ومسرحية (الرجل الطيب في ثلاث حكايات) – وهم «رجال لهم رؤوس»، «الغرباء لا يشربون القهوة»، «اضبطوا الساعات» – وقد قدمت (الغرباء لا يشربون القهوة) بعد أن ترجمت إلى الإنجليزية على المسرح في لندن. وقدّم مسرحية (دنيا البيانولا) الغنائية على مسرح البالون ومسرحية (أرض لا تنبت الزهور) وأوبريت (موال من مصر).
- تعددت أعماله الأدبية حيث قدم في بداية أعماله قصة (الظلال في الجانب الآخر) التي أنتجت فيلما سينمائيا وحازت على جائزة فيلم في دول العالم النامي. ورواية (طفل في الحي العربي) عام 1972 حيث ترجمت إلى الفرنسية وأعدت مسلسلا إذاعيا في مصر .

## من أعماله
1. بيت أولادي
2. الزائدون عن الحاجة
3. الصيد الأخير
4. شارع الصمت
5. عشرة أيام
6. الحب لا يحترق
7. قضية عم مسعود
8. رجل على الحصان
9. رأس محموم في طائرة سوبرسونك
10. رحلة عم مسعود.
11. رأس محموم في طائرة سوبرسونك.
12. الرجال لهم رؤوس.
13. الزائدون عن الحاجة.
14. الغرباء لا يشربون القهوة.
15. اضبطوا الساعات.
16. السلفة.
17. قام بكتابة السيناريو والحوار لأعماله المسرحية (ليالي الحصاد) و (الزوبعة) و (انتقام الملكة الزباء) كمسلسل تليفزيوني في مصر وسوريا. كما قدم (دموع الملائكة) و (إلا الدمعة الحزينة) حيث أخرجها للتليفزيون المخرج حسام الدين مصطفى.

## أعماله السينمائية
1. سونيا والمجنون – عن قصة الجريمة والعقاب – إخراج حسام الدين المصطفى وحازت على جائزة أحسن حوار في مصر عام 1977 ومن موسكو على جائزة أحسن فيلم نفذ عن قصة الجريمة والعقاب منافسة مع الفيلم الأمريكي والبريطاني لذات القصة.
2. الأخوة الأعداء (و قد تنازل عن وضع اسمه في مقدمة الفيلم بعد خلافات مع المخرج) وحصلت على جائزة أحسن فيلم في مصر.
3. الشياطين
4. إبليس في المدينة

## تكريمه
- كرّم في اليوبيل الفضي للتليفزيون عام 1985 وحصل على وسام اليوبيل.
- حصل على وسام القضاء بصفته مستشارا بهيئة قضايا الدولة وشهادة تقدير من الرئيس محمد أنور السادات.
- رشحته مصر مندوبا عنها لمؤتمر المسرح العربي الذي عقد في بغداد لتحتفظ مصر بمركز المسرح العربي ومقره الدائم بالقاهرة.
- حاز على جائزة أحسن كاتب عربي من بغداد.

## وفاته
توفي في أكتوبر 1983 عن عمر يناهز خمسين عامًا.